# Organisation Heyn
Die Organisation Heyn war eine Kommandoeinheit, die den Namen ihres Leiters, Innenarchitekt Walter Heyn, Direktor der Deutschen Werkstätten A. G., Dresden-Hellerau trug.
Die 1943 gegründete Organisation unterstand dem Reichsluftfahrtministerium und koordinierte die Arbeiten zur Konstruktion und Fertigung von Flugzeugteilen aus Holz. Als erster Flugzeughersteller ließ die Firma Junkers Flugzeug- und Motorenwerke, Dessau, Flugzeugteile aus Holz herstellen. Hierzu wurden Anfang 1944 zehn Fertigungsbezirke mit 65 Betrieben der Holzbranche, hauptsächlich in Sachsen und Thüringen, eingerichtet. Ab Oktober 1944 arbeitete die Organisation Heyn eng mit dem NS-Fliegerkorps zusammen und montierte in Dresden und in Olbernhau die Flugzeugrümpfe der Heinkel 162 S, eines zweisitzigen Segelflugzeugs, das für die Schulung der Piloten des Jagdflugzeuges Heinkel He 162 mit Strahltriebwerk erforderlich wurde. Das Werk in Dresden produzierte Flugzeugrümpfe bis Februar 1945; nach der Bombardierung von Dresden wurde die Produktion in die vom NSFK beschlagnahmte Kunstmöbelfabrik Otto Weinhold jr nach Olbernhau verlagert. Am 6. Mai 1945 verließ das NSFK-Personal fluchtartig die Produktionsstätte. Es gelang dem Technischen Leiter der Firma Otto Weinhold jr., die Flugzeugteile und technischen Unterlagen vor Eintreffen sowjetischer Inspektoren zu vernichten und die Möbelproduktion wieder in Gang zu setzen. Noch nach Beendigung des Zweiten Weltkrieges existierte die Organisation Heyn in Dresden, Olbernhau und Neuhausen. Die Abrechnung der Materialien für den Flugzeugbau erfolgte aus der Insolvenzmasse bis Ende 1946.